# میرزا محمدحسین گلبن فراهانی
میرزا محمدحسین فراهانی (ملک‌الکتاب ثانی) (۱۲۶۴-۱۳۳۱ هـ. ق) شاعر و نویسنده عصر قاجار، متخلص به «گلبن».
در قریه آهنگران فراهان متولد شد. پدرش میرزا محمدمهدی ملک‌الکتاب بود. در کودکی پدرش را از دست داد و مادرش او را تا سن دوازده سالگی در فراهان نگاه داشت و سپس برای تکمیل تحصیلات به تهران فرستاد. در ۱۲۸۶ هـ. ق برای مأموریت سیاسی و مذاکره با آقاخان محلاتی به بمبئی فرستاده شد و از آن پس به سفر علاقه زیادی پیدا کرد. در ۱۲۸۷ هـ. ق که ناصرالدین شاه برای زیارت عتبات به عراق می‌رفت، عازم بغداد شد تا وصلتی بین خاندان قاجار و پسر آقاخان محلاتی ترتیب دهد، اما موفق نشد و به این علت مدتی مغضوب شاه بود. در سال ۱۳۰۰ هـ. ق در رکاب ناصرالدین شاه به خراسان رفت و از طرف محمدحسن‌خان اعتمادالسلطنه مأموریت یافت پیرامون آثار تاریخی خراسان تحقیق کند. در سال ۱۳۰۲ هـ. ق از راه قفقاز به زیارت مکه رفت و به دستور ناصرالدین شاه سفرنامه‌ای در این باره نوشت و شاه برای انجام این کار به او لقب «ملک‌الکتاب» داد، که پیش از این لقب پدرش بود.
ملک‌الکتاب در نگارش کتاب مطلع‌الشمس با اعتمادالسلطنه همکاری داشت. از آثار دیگر او، دو رساله حالت و آداب‌السرور است. بنا به گفته ادیب‌الممالک فراهانی او مجموعه شعر و منشآتی نیز داشته که امروزه مفقود شده است. ملک‌الکتاب به بخشندگی، خوش‌خطی، لطف بیان و زیبایی تحریر شهرت داشته است.
او پدر احمد خان ملک ساسانی است.